# Ortigarai csata
Az ortigarai csata 1917. június 10-étől június 25-éig tartott Olaszország és a Monarchia csapatai között. A csatára Dél-Tirolban, Trentinóban került sor, az Asiago-fennsíkon. A csata elnevezése az egyik közeli magaslatról, az Ortigara hegyről kapta a nevét, mivel ennek birtoklásáért folytak a legvéresebb összecsapások.

## Előzmények
A sikertelen tizedik isonzói csata után az olasz haderő nem az Isonzónál, hanem az Alpoknál próbált előretörni, hogy visszaszerezze Asiago és Trentino tekintélyes területeit. A támadás az antant 1917-ben közösen elfogadott tervének részét képezte, miszerint az antant hatalmaknak minden frontvonalon egyszerre, nagy létszámú haderőt felvonultatva kell kikényszeríteniük a központi hatalmak összeomlását. Az olasz fronton ez két támadást jelentett: a X. isonzói csatát, melyet azonban a Monarchia erői visszavertek, és egy Trentinóban tervezett támadást, mellyel Dél-Tirolba törtek volna be. Az elvesztett tizedik isonzói csata nem okozta az olaszok számára a tervek megváltoztatását, így sor került az ortigarai csatára.

## A csata
Az olasz haderő bár majdnem háromszorosa volt a Monarchia erőinek mégsem tudott döntő csapást mérni a monarchiabeli csapatokra és ezáltal áttörni a frontvonalon. A Monarchia az Asiago körüli magaslatokat már 1916 júniusában elfoglalta, így majdnem egy évnyi ideje volt arra, hogy megerősítse a frontvonalát, védelmi állásokat építsen ki. Ráadásul a június 10-én megindult olasz támadás nem érte felkészületlenül a Monarchia csapatait, a meglepetés erejére nem lehetett támaszkodni. Mégis az olasz veszteségek rendkívüli nagy száma, és a támadás kudarca elsősorban magának az olasz hadsereg nagy létszámának volt köszönhető. Az Alpok kis völgyeiben egy 300 000 fős hadsereg nem tudott ugyanúgy mozogni mint síkvidéken. A néhány km-es frontszakaszon előfordult az, hogy az olasz katonák csak vonultak előre, de nem tudtak harcolni a Monarchia erőivel, mivel a harcoló felek csak egy kis sávban érintkeztek, az olasz haderők többsége, mint utóvéd vonult előre, és ténylegesen nem vett részt a harcban.
```
           keskeny, alpesi völgyek           * = tényleges harc helye
           ----------------------------      + = nem tud részt venni a harcban
           +++++++++++++++>*<+++             < = harcoló csapatok
          /-------------------\--------
         /                     \____Monarchia hadserege
      Olasz hadsereg                   létszámhiányban
      létszámfölényben
```

1917. június 10-én, a támadás kezdetén az olasz 52. Alpesi hadosztálynak véres csaták során sikerült elfoglalnia az Ortigara hegyet. Az előrenyomulás megakadt, a Monarchia erősítést küldött, és az új hadosztályokkal sikerült visszafoglalni az olaszok által addig elfoglalt területeket, így az Ortigara hegyet is. Az olasz csapatok június 25-én visszavonultak a korábbi frontvonalukra.

## Eredmények
Az ortigarai csata egyértelműen vereség volt Olaszország számára, itt még jelentéktelen területeket sem sikerült elfoglalni úgy, mint az ortigarai csatát megelőző X. isonzói csatában. Az antant támadásainak kudarca időt biztosított a Monarchiának, hogy tovább dolgozzon egy nagy, Olaszország elleni ellentámadás tervén. Az ortigarai csata azt eredményezte, hogy az olasz hadvezetés számára világossá vált, Tirol megszállása stratégiailag és katonailag nem lehetséges, így újból az Isonzó felé fordították a figyelmüket és erejüket. Hamarosan sor került a XI. isonzói csatára.